# Synchlora cupedinaria
Synchlora cupedinaria är en fjärilsart som beskrevs av Augustus Radcliffe Grote 1880. Synchlora cupedinaria ingår i släktet Synchlora och familjen mätare. Inga underarter finns listade i Catalogue of Life.

## Bildgalleri

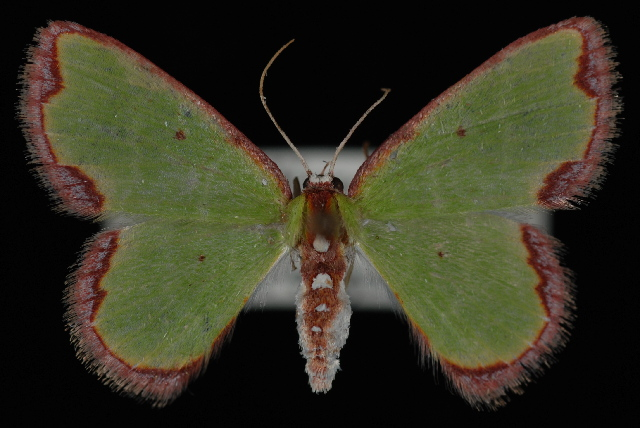